# Gustaf Ahlbin
Gustaf Henrik Gunnar Ahlbin, född 28 september 1885 i Stockholm, död 1946, var en svensk tidningsman.

## Biografi
Föräldrar var typografen Gunnar Ahlbin och Elin Dahlström. Ahlbin blev medarbetare på Dagens Nyheter 1907, på Svenska Dagbladet 1909 och blev redaktionssekreterare där 1921. Åren 1929–1941 var han andre redaktör och 1934–1940 ansvarig utgivare och blev 1941 kommunalredaktör för Svenska Dagbladet. Ahlbin var även representant för Högerpartiet i Stockholms stadsfullmäktige 1919–1923 och från 1927 samt ledamot av stadskollegiet från 1937. Han var särskilt engagerad i stadsplane- och fastighetsfrågor.